# 努诺·阿尔瓦雷斯·佩雷拉
努诺·阿尔瓦雷斯·佩雷拉（葡萄牙语：Nuno Álvares Pereira）， O.Carm.（1360年6月24日–1431年11月1日）是一位成就斐然的葡萄牙将军，他在使葡萄牙从卡斯蒂利亚独立的1383-1385年危机中发挥了决定性作用。他后来成为一名神秘主义者，于1918年被本笃十五世宣福，2009年被本笃十六世封圣。 
努诺·阿尔瓦雷斯·佩雷拉通常被称为神圣的王室统帅（Saint Constable）或教名圣母玛利亚的圣努诺（Saint Nuno of Saint Mary)。他是巴塞卢什、欧伦与阿拉约洛斯伯爵。

## 家庭

努诺·阿尔瓦雷斯·佩雷拉的盾徽

努诺·阿尔瓦雷斯·佩雷拉于1360年6月24日出生于葡萄牙中部克拉图附近的弗洛尔达罗萨 (Flor da Rosa)，是克拉图隐修院长唐·阿尔瓦罗·冈萨尔维斯·佩雷拉和伊里亚·冈萨尔维斯·卡尔瓦哈尔的私生子。 他的祖父唐·贡萨洛·佩雷拉于1326年至1349年担任布拉加大主教。他是最古老的葡萄牙和加利西亚贵族的后裔。
在他大约一岁时，他被皇室法令合法化，因此能够接受当时贵族家庭子嗣中常见的骑士教育。
在13岁时，他成为莱昂诺尔皇后的侍从。16 岁时，他娶了富有的年轻寡妇莱昂诺尔·阿尔维姆。
这段婚姻产生了三个孩子，两个儿子早逝，女儿比阿特丽丝嫁给了阿方索，约翰一世之子和与布拉干萨家族的创立者。 

## 军事生活
阿尔瓦雷斯·佩雷拉于1373年开始服兵役，当时年仅13岁，并协助阻止了卡斯蒂利亚的一次入侵。然而，按照他自己的说法，他最早的军事行动只不过是葡萄牙边境上的小规模冲突。他是一个冲动而勇敢的年轻人，很快就证明了自己是一个优秀的领袖。
当葡萄牙国王费尔南多一世于 1383 年去世时，他唯一的继承人比阿特丽斯已嫁给卡斯蒂利亚国王胡安一世。为了维护葡萄牙的独立，贵族们支持国王的同父异母兄弟、阿维斯骑士团长若昂的王位宣称。在1384年4月的阿托莱罗斯战役中，若昂第一次战胜卡斯蒂利亚军，随后任命努诺·阿尔瓦雷斯·佩雷拉为葡萄牙的保护者与王室统帅（实际上为葡萄牙军队的最高指挥官）和欧伦伯爵，当时他只有24岁。
1384年，阿尔瓦雷斯·佩雷拉使用游击战术试图驱逐围攻里斯本的卡斯蒂利亚军队，但瘟疫最终将他们赶走。 
1385年4月，阿维斯的约翰被国会承认为国王。这引发了卡斯蒂利亚国王约翰一世的入侵，他支持妻子对王位的宣称权。努诺·阿尔瓦雷斯·佩雷拉与忠于卡斯蒂利亚的北方城市作战。在这段战争时期，他自费为卡斯蒂利亚反对势力的饥饿人口提供补给。 

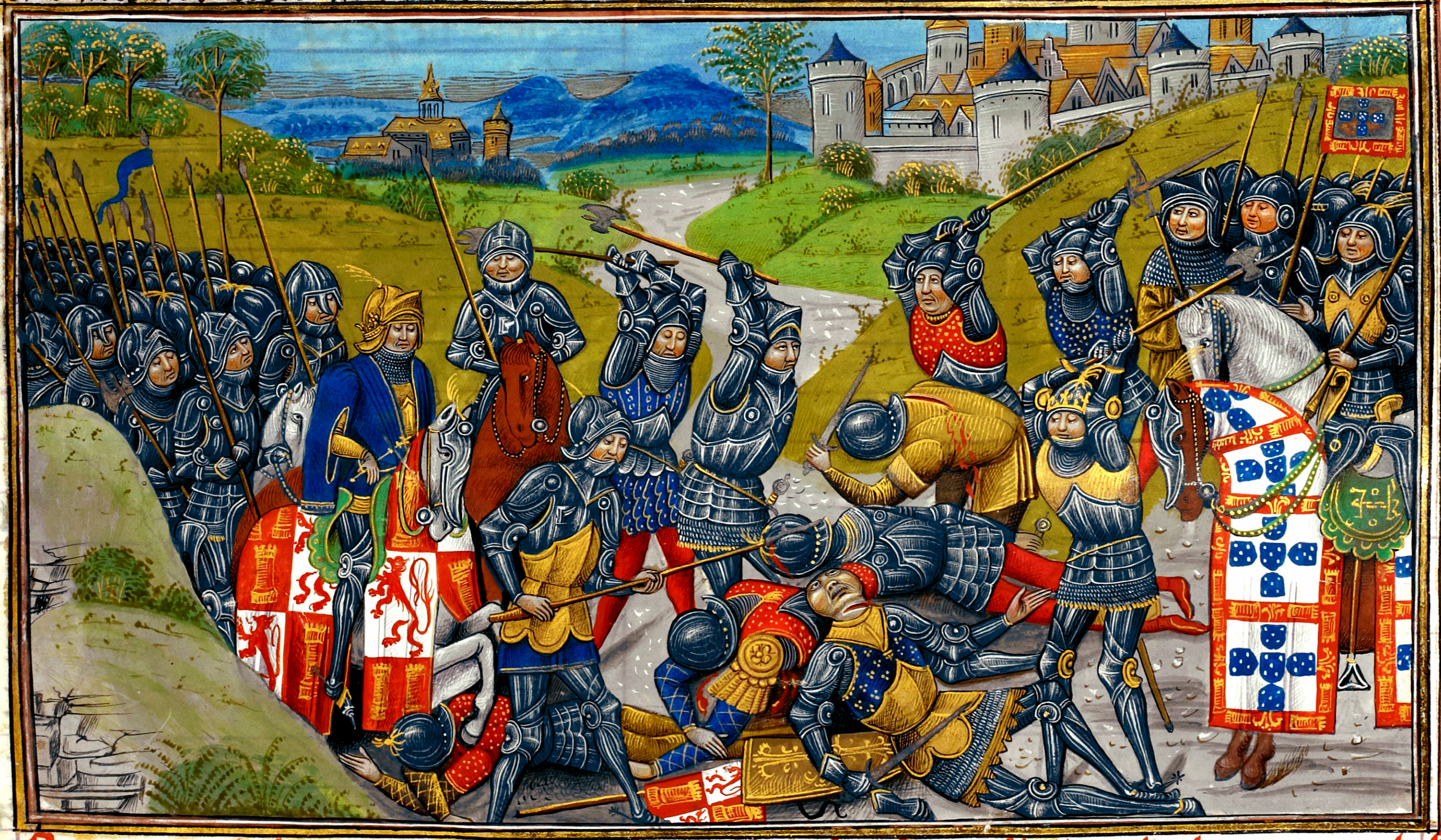
阿尔茹巴罗塔战役

1385年8月14日，他在阿尔茹巴罗塔率领6500名志愿军战胜了3万余人的卡斯蒂利亚军队，从而结束了被吞并的威胁。他将胜利归功于圣母玛利亚，并将她的名字刻在剑上。 他虔诚地信仰圣母玛利亚，每周三、周五和周六斋戒。他选择的旗帜体现了他的个人标准，上面有十字架、玛利亚以及圣骑士雅各与乔治的形象。他自费建造了许多教堂和修道院，其中包括里斯本的加尔默罗教堂和巴塔利亚的胜利圣母教堂。
在1383-1385 年危机之后，阿尔瓦雷斯·佩雷拉被任命为阿拉约洛斯和巴塞卢什伯爵，它们和前一个爵位是当时仅有的三个伯爵领，是从曾支持卡斯蒂利亚的贵族手中夺取的。他还被任命为王室的主要管家。
葡萄牙国王不想给敌人回旋余地，他和最高统帅发动进攻，劫掠了几个卡斯蒂利亚城镇，在巴尔韦德战役中再次击败了一支规模大得多的卡斯蒂利亚军队。 他继续密切戒备卡斯蒂利亚国王，直到他在 1390 年去世。战争结束后，他将大部分财富捐给了退伍军人。 

## 宗教生活

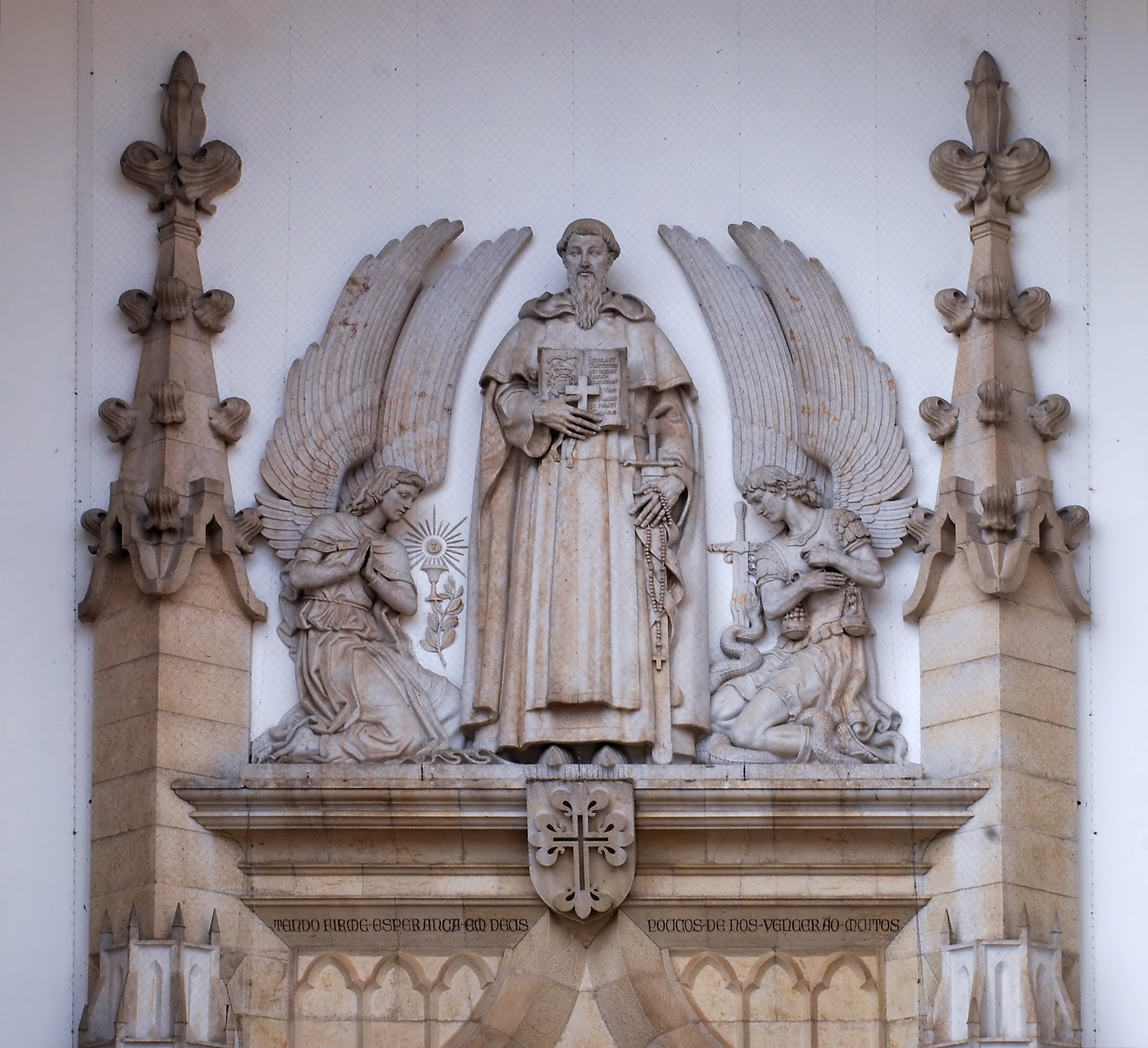
里斯本圣孔德斯塔维尔教堂入口处的努诺·阿尔瓦雷斯·佩雷拉雕像

在他的妻子去世后，他在卡尔莫修道院——这是他为履行誓言而创立的——成为加尔默罗会修士（1423年加入修会），并取名为圣母玛利亚的修士努诺 (Friar Nuno of Saint Mary)。他在那里生活直到1431年11月1日去世。他因祈祷、苦修和对天主之母的虔诚而闻名。努诺患有使人衰弱的关节炎。 
在他生命的最后一年，国王约翰一世最后一次拜访并拥抱他。他哭了，因为他认为努诺·阿尔瓦雷斯·佩雷拉是他最亲密的朋友，是让他登上王位并拯救了他的国家独立的人。
努诺·阿尔瓦雷斯·佩雷拉的陵墓在著名的1755年里斯本地震中丢失。他的墓志铭写道：
“这里躺着著名的努诺，王室统帅，布拉干萨王朝的创立者，杰出的将军，受祝福的僧侣，他在人间的一生中如此渴望天国，以至于在他死后，他值得圣人的永恒陪伴。他的世俗荣誉数不胜数，但他背弃了这些荣誉。他是一位伟大的王子，但他成为了一个谦逊的僧侣。他创立、建造并捐助了这座他长眠于之的教堂。"

## 影响

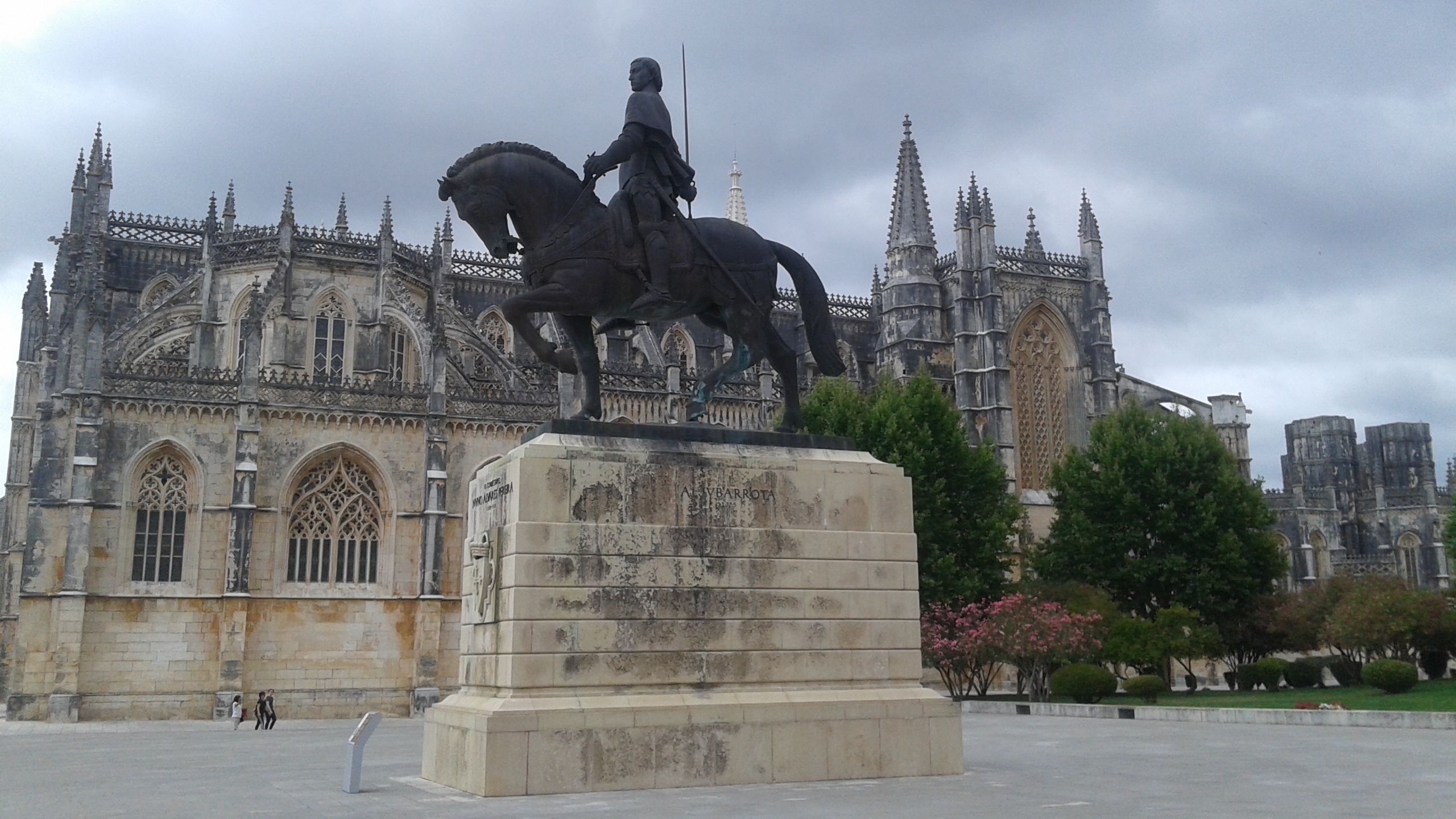
巴塔利亚马背上的努诺·阿尔瓦雷斯·佩雷拉雕像

阿尔瓦雷斯·佩雷拉于1918年1月23日被教皇本笃十五世宣福。他于4月1日在礼仪上庆祝，作为加尔默罗会的强制性纪念物，以及跣足加尔默罗会的可选纪念物。
阿尔瓦雷斯·佩雷拉在1940年几乎要被教皇庇护十二世颁布法令封圣。根据加尔默罗会的总宣福申请人最近的一份声明，他的封圣是因外交原因被推迟（葡萄牙大使表示时机不对）。
2008年7月3日，教皇本笃十六世在罗马签署了两项法令，宣扬了努诺·阿尔瓦雷斯·佩雷拉的英勇美德以及此前已被医学和神学委员会证实的奇迹的真实性。通过这一法案，教皇正式将圣母玛丽亚的修士努诺·阿尔瓦雷斯·佩雷拉封为圣徒。2009年4月26日在梵蒂冈城的圣彼得广场举行了公开庆祝他封圣的仪式。加尔默罗会现在在11月6日庆祝圣努诺；这个日期也被指定为他在葡萄牙的庆祝日。
真福者努诺协会是一个宣教协会和祈祷使徒活动，被天主教会正式承认为教区基督教信徒私人协会，并隶属于明尼苏达州杜鲁斯天主教教区。
| 努诺·阿尔瓦雷斯·佩雷拉 出生于：1360年6月24日逝世於：1431年11月1日 | 努诺·阿尔瓦雷斯·佩雷拉 出生于：1360年6月24日逝世於：1431年11月1日 | 努诺·阿尔瓦雷斯·佩雷拉 出生于：1360年6月24日逝世於：1431年11月1日 |
| 葡萄牙貴族                                                        | 葡萄牙貴族                                                        | 葡萄牙貴族                                                        |
| ----------------------------------------------------------------- | ----------------------------------------------------------------- | ----------------------------------------------------------------- |
| 前任者： 若昂·阿方索·泰洛                                         | 第7任巴塞卢什伯爵 1385-1401                                       | 繼任者： 阿方索一世 (布拉干萨)                                    |
| 前任者： 胡安·费尔南德斯·安德罗                                   | 第3任欧伦伯爵 1385-1422                                           | 繼任者： 瓦伦西亚侯爵阿方索                                       |
| 前任者： 阿尔瓦罗·皮雷斯·卡斯特罗                                 | 第2任阿拉约洛斯伯爵 1385-1422                                     | 繼任者： 费尔南多一世 (布拉干萨)                                  |

1. ↑  . www.vatican.va.   [2022-06-03]. （原始内容存档于2021-11-25）.
2. 1 2 3 4  . vatican.va.   [2022-06-03]. （原始内容存档于2022-05-27）.
3. 1 2 3  . THE OFFICIAL WEBSITE OF THE CARMELITE ORDER.   [2022-06-03]. （原始内容存档于2018-01-01）.
4. 1 2 3 4  . Secretariado Nacional da Pastoral da Cultura.   [2022-06-03]. （原始内容存档于2022-04-04） （葡萄牙语）.
5. 1 2 3 4  . blessednuno.org.   [2013-03-27]. （原始内容存档于2013-08-15）.
6. ↑  . typepad.com.   [2022-06-03]. （原始内容存档于2022-03-28）.
7. ↑  . carmelitereview.org.   [2022-06-03]. （原始内容存档于2014-10-21）.
8. ↑  Comments by the Postulator General （页面存档备份，存于） Centrum Informationalis Totius Ordinis Carmelitorum (CITOC), No. 3 – May–June 2000 (English edition)]